# Europawahl in Ungarn 2009
- MSZP: 4
- MDF: 1
- Fidesz: 14
- Jobbik: 3

Die Europawahlen im Jahr 2009 fanden in Ungarn am Sonntag, den 7. Juni statt. Ungarn wählte seine 22 Abgeordnete für das Europäische Parlament, die dem Land nach dem Vertrag von Nizza zustehen.

## Ergebnis
| Listen                                         | Listen                                                        | Stimmen   | %    | Mandate | +/- |
| ---------------------------------------------- | ------------------------------------------------------------- | --------- | ---- | ------- | --- |
|                                                | FIDESZ – KDNP                                                 | 1.632.309 | 56,4 | 14      | +2  |
|                                                | Magyar Szocialista Párt                                       | 503.140   | 17,4 | 4       | –5  |
|                                                | Jobbik                                                        | 427.773   | 14,8 | 3       | Neu |
|                                                | Magyar Demokrata Fórum                                        | 153.660   | 5,3  | 1       | ±0  |
|                                                | Lehet Más a Politika – Humanista Párt                         | 75.522    | 2,6  | –       | Neu |
|                                                | Szabad Demokraták Szövetsége                                  | 62.527    | 2,2  | –       | –2  |
|                                                | Magyar Munkáspárt                                             | 27.817    | 1,0  | –       | ±0  |
|                                                | Forum der ungarischen Roma Organisationen Roma Einheitspartei | 13.431    | 0,5  | –       | Neu |
| Gesamt                                         | Gesamt                                                        | 2.896.179 | 100  | 22      | –2  |
|                                                |                                                               |           |      |         |     |
| Ungültige Stimmen                              | Ungültige Stimmen                                             | 24.769    | 0,8  |         |     |
| Wähler                                         | Wähler                                                        | 2.920.948 | 36,3 |         |     |
| Wahlberechtigte                                | Wahlberechtigte                                               | 8.046.086 |      |         |     |
|                                                |                                                               |           |      |         |     |
| Quellen: Statistic választás: Stimmen, Mandate |                                                               |           |      |         |     |

## Fraktionen im Europäischen Parlament
| Liste/Partei                   | Liste/Partei            | Liste/Partei                | Liste/Partei                    | Mandate | Fraktion |
| ------------------------------ | ----------------------- | --------------------------- | ------------------------------- | ------- | -------- |
|                                | FIDESZ – KDNP           |                             | Fidesz – Ungarischer Bürgerbund | 13 / 22 | EVP      |
|                                | FIDESZ – KDNP           | Kereszténydemokrata Néppárt | 1 / 22                          | EVP     |          |
|                                | Magyar Szocialista Párt | Magyar Szocialista Párt     | Magyar Szocialista Párt         | 4 / 22  | S&D      |
|                                | Jobbik                  | Jobbik                      | Jobbik                          | 3 / 22  | NI       |
|                                | Magyar Demokrata Fórum  | Magyar Demokrata Fórum      | Magyar Demokrata Fórum          | 1 / 22  | EKR      |
|                                |                         |                             |                                 |         |          |
| Quelle: Europäisches Parlament |                         |                             |                                 |         |          |

- Magyar Demokrata Fórum – Von 2004 bis 2009: Fraktion EVP-ED.